# Pellenes rufoclypeatus
Pellenes rufoclypeatus är en spindelart som beskrevs av Peckham, Peckham 1903. Pellenes rufoclypeatus ingår i släktet Pellenes och familjen hoppspindlar. Inga underarter finns listade i Catalogue of Life.